# Paul Bhagwandas
Paul Bhagwandas (30 de noviembre de 1950 - 9 de julio de 1996) fue uno de los sargentos que participó en el golpe militar en Surinam del 25 de febrero de 1980 conocido como El golpe de los sargentos. Era comandante de batallón y el tercer hombre de la dictadura militar después de Dési Bouterse y Roy Horb. Fue conocido como "el verdugo de Fort Zeelandia".

## Biografía
Al igual que Dési Bouterse, Bhagwandas fue educado en los Países Bajos, donde se convirtió en sargento y fue entrenado en la Escuela Militar Real en Weert, después de lo cual se alistó en el ejército holandés. Después de la independencia de Surinam en 1975, regresó con otros soldados surinameses para trabajar allí en las nuevas Fuerzas Armadas de Surinam.
Bhagwandas participó en el golpe de Estado en Surinam del 25 de febrero de 1980, conocido como El golpe de los sargentos. El descontento por el gobierno militar aumentó entre el población, por lo que Bhagwandas sugirió tomar medidas, indicando en una reunión con los militares a principios de diciembre de 1980 que era necesario tomar medidas drásticas para salvar la "revolución". Durante los días siguientes se decidió a detener a varios opositores a la dictadura militar. Bhagwandas estuvo a cargo de los arrestos e internamientos de estas personas en el Fuerte Zeelandia.
Participó en los Asesinatos de Diciembre de 1982. Según informes, después de los arrestos, Bouterse fue a su oficina y dio a Bhagwandas la orden de traerle a los cautivos uno por uno. Bhagwandas estaba presente cuando Bouterse tomó la decisión de ejecutar a cada uno de los cautivos (excepto a Fred Derby) y él mismo estuvo involucrado en la ejecución de al menos dos de los rehenes.
Bhagwandas dejó el ejército a mediados de los años ochenta y se involucró en la Asociación Surinamesa de Fútbol (SVB). Bhagwandas asumió el puesto de entrenador de la selección de futbol de Surinam en 1989, en el Estadio André Kamperveen.
Henri Behr, hermano del periodista asesinado en 1982 Bram Behr, visitó a Bhagwandas en su casa poco antes del fallecimiento del último en 1996. Bhagwandas admitió haber participado en el asesinato de su hermano. Según Behr, Bhagwandas declaró que Bouterse estaba presente, y que había asesinado a Surendre Rambocus y Cyrill Daal. Behr grabó secretamente una parte de la conversación y entregó la cinta a la organización de derechos humanos "Organización por la Justicia y la Paz",  pero el material se ha perdido desde entonces.
Bhagwandas murió de cáncer en 1996.